# Schwarzenberg (Vorarlberg)
Schwarzenberg – gmina w Austrii, w kraju związkowym Vorarlberg, w powiecie Bregencja. Według Austriackiego Urzędu Statystycznego liczyła 1840 mieszkańców (1 stycznia 2015).